# André Planson
Pour les articles homonymes, voir Planson.
André Émile Planson est un peintre français né le 10 avril 1898 à La Ferté-sous-Jouarre et mort le 29 septembre 1981 à Neuilly-sur-Seine.

## Biographie
Après avoir reçu les conseils de Paul Meslé, un peintre local, il suit les cours de l'Académie Ranson (1917-1919) à Paris. Avec Roland Oudot, Maurice Brianchon, Christian Caillard, Roger Limouse et Raymond Legueult, il forme le groupe des Peintres de la réalité poétique. Il fut membre de l'Académie des beaux-arts (1960).
Les œuvres de cet artiste sont principalement conservées au musée André Planson de La Ferté-sous-Jouarre.
Pierre Mac-Orlan lui a consacré un essai.

## Expositions principales
- Salon des indépendants, 1923.
- Yves Alix, Jean Aujame, André Breuillaud, Roger Chastel, Thérèse Debains, Frédéric Delanglade, André Planson, Maurice Georges Poncelet, galerie Speranza, 10, rue des Beaux-Arts, Paris, 1932[4].
- Biennale de Venise, 1938.
- Biennale de Sao Paulo, 1949.
- Rétrospective du musée Rath, Genève, 1952.
- Musée Galliéra, Paris, 1960.
- Premier salon Biarritz - Saint-Sébastien, 1965.

## Commandes publiques
- Lycée Janson-de-Sailly, Professions libérales, peinture murale, 1934[5].
- Théâtre du Palais de Chaillot, 1937.
- Réfectoire du lycée Gustave-Monod à Enghien-les-Bains, Orphée, 1954-1955[6].
- Campus de Jussieu, 1961.
- Institut national agronomique (avec Jacques Lestrille).
- Institut Gustave-Roussy, Villejuif.
- École du Pâtis, La Ferté-sous-Jouarre

## Musées, collections publiques
- Musée André-Planson, La Ferté-sous-Jouarre.
- Été, souvenir d'Avignon, Musée d'art moderne et contemporain de Strasbourg.
- Le village de Biercy, Musée des beaux-arts de Nantes.
- Paysage, Musée d'art et d'histoire de Saint-Brieuc.
- Sieste au bord de l'eau, Musée départemental de l'Oise, Beauvais.
- Le printemps à Beuzec, 1955, huile sur toile, 54,5 x 81 cm, musée des beaux-arts de Brest[7].

## Prix et distinctions
- Prix Blumenthal, 1933.
- Chevalier de la Légion d'honneur, 1949.
- Élection à l'Académie des beaux-arts, 1960.

## Élèves
- Lucie Rivel (1910-1995), à l'Académie Julian[8].